# Omarama
Omarama ist ein Dorf im Waitaki District der Region Canterbury auf der Südinsel von Neuseeland.

## Namensherkunft
Der Name des Dorfes besteht aus der Zusammensetzung der Māori-Begriffe „O“ für „Ort“ und „marama“ für „Mondschein“ oder „Licht“.

## Geographie

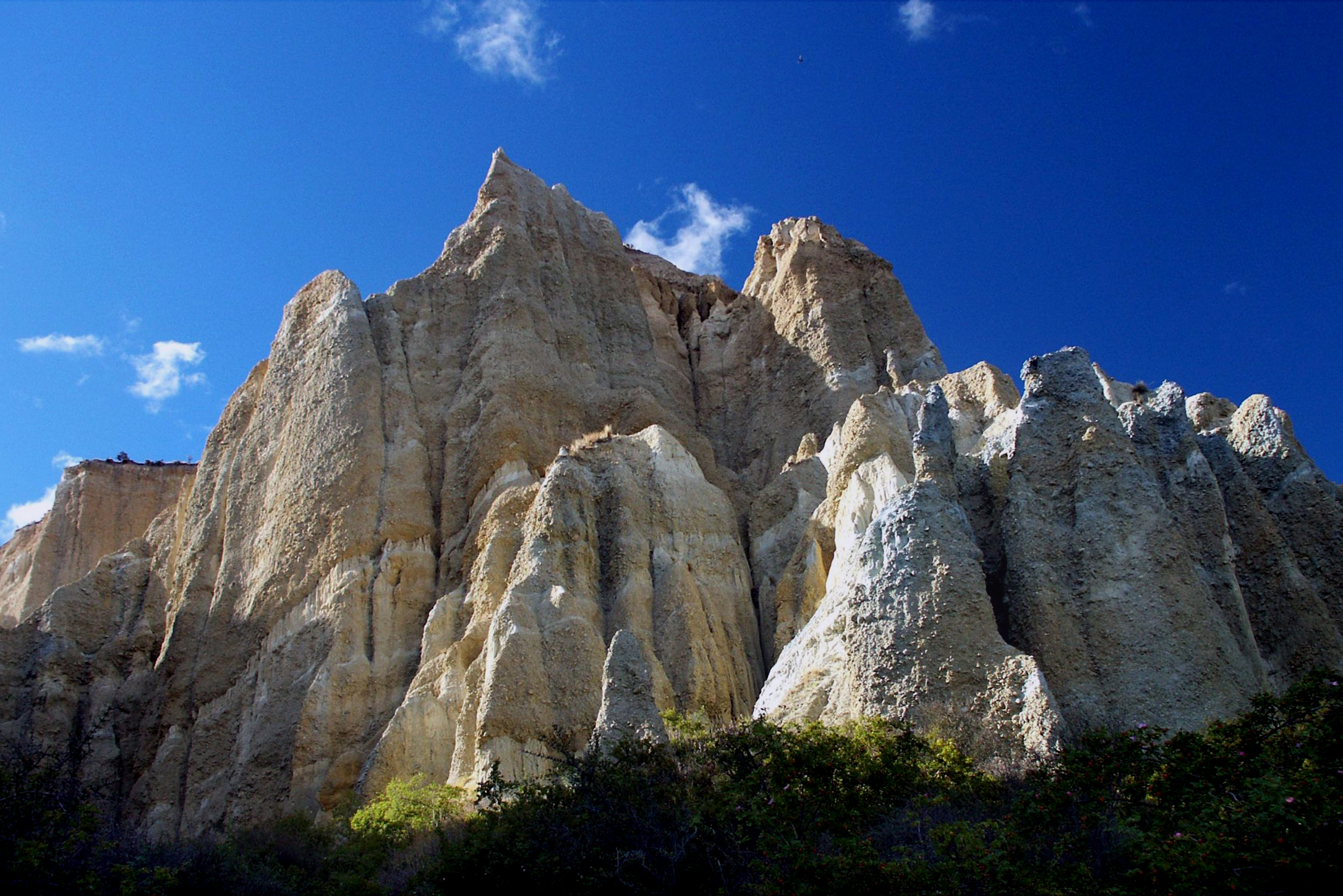
Clay Cliffs

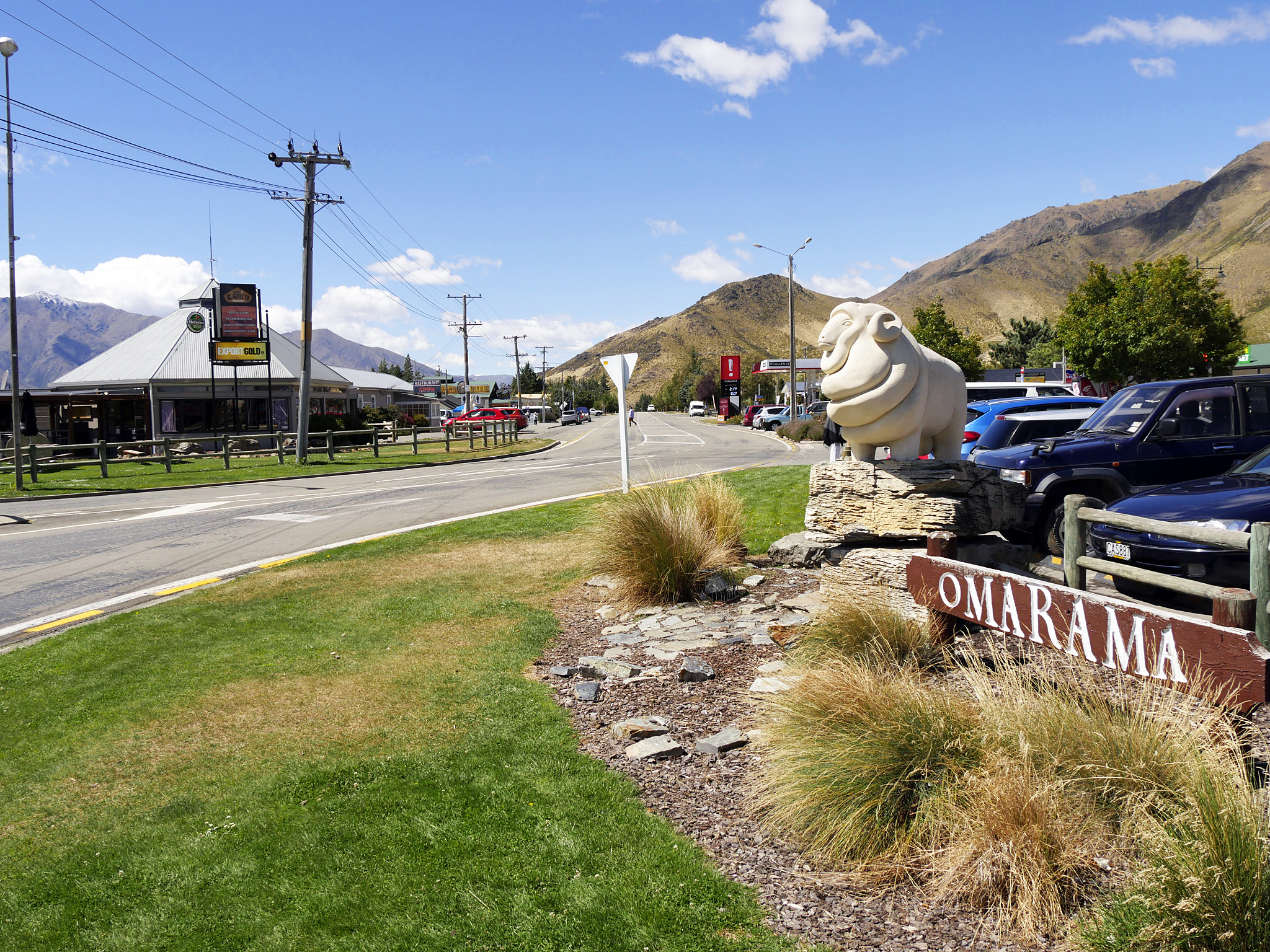
Omarama, Chain Hills HWY (SH 83)

Das Dorf befindet sich rund 70 km ostnordöstlich von Wanaka und rund 106 km nordwestlich von Oamaru, am südlichen Ende des Mackenzie-Beckens, im breiten Tal des Ahuriri River, der rund 8 km östlich in den Lake Benmore mündet. Südlich des Dorfes erheben sich bis 1558 m hohen Cuthbert Range und östlich bis nordöstlich die bis zu 1894 m hohen Benmore Range. Im Südwesten liegen die Dunstan Range mit dem bekannten Lindis Pass. Der nächstgelegene Ort ist Twizel, rund 27 km nördlich des Dorfes. Ca. 16 km westlich des Dorfes liegen am Ahuriri River die Clay Cliffs, eine geologisch seltene Formation von mehreren Metern hohen Felsnadeln.

## Bevölkerung
Zum Zensus des Jahres 2013 zählte der Ort 267 Einwohner, 15,7 % mehr als zur Volkszählung im Jahr 2006.

## Wirtschaft
Omarama ist ein Farmort, in dem die Landwirtschaft mit der Schafzucht eine große wirtschaftliche Bedeutung hat. Etwas außerhalb des Dorfes befindet sich die landwirtschaftliche Forschungsanstalt Tara Hills Research Station. Sie ist eine Zweigstelle des AgResearch Invermay Agriculture Centre mit Sitz in Mosgiel.

## Infrastruktur

### Straßenverkehr
Omarama befindet sich im Kreuzungsbereich des New Zealand State Highway 8 mit dem New Zealand State Highway 83, der vom Ersteren im Dorf abzweigt.

### Bildungswesen
Die Siedlung verfügt mit der Omarama School über eine Grundschule mit den Jahrgangsstufen 1 bis 8. Im Jahr 2012 besuchten 35 Schüler die Schule.

## Sport
Bekannt ist Omarama vor allem für sein Segelfluggelände und den hervorragenden Segelflugbedingungen der Region. Thermiken können Segelflugzeuge bis in Höhen von 15 km tragen. Aufgrund der idealen Bedingungen ist Omarama auch der Ort für internationale Segelflugwettbewerbe. 1995 fand die Weltmeisterschaft im Segelfliegen in Omarama statt.